# Saint-Géraud-de-Corps
Saint-Géraud-de-Corps is een gemeente in het Franse departement Dordogne (regio Nouvelle-Aquitaine) en telt 167 inwoners (1999). De plaats maakt deel uit van het arrondissement Bergerac.

## Geografie
De oppervlakte van Saint-Géraud-de-Corps bedraagt 15,0 km², de bevolkingsdichtheid is 11,1 inwoners per km².
De onderstaande kaart toont de ligging van Saint-Géraud-de-Corps met de belangrijkste infrastructuur en aangrenzende gemeenten.

## Demografie
Onderstaande figuur toont het verloop van het inwonertal (bron: INSEE-tellingen).